# 久留島義太
久留島 義太（くるしま よしひろ、1690年頃? - 宝暦7年11月29日（1758年1月8日））は江戸時代の和算家で将棋指し。通称は喜内（きない）。沾数（扇数）と号した。収入のほとんどを酒につぎ込むほどの酒好きで、自身では著書をほとんど残さなかった。その独創的な学説が伝わるのは、弟子が彼の原稿・理論をまとめたことによる。

## 和算家として
父は備中（現・岡山県）松山藩士の村上佐助義寄といい、主家断絶後に父子ともに浪人となり、姓を久留島と改める。江戸で吉田光由著「塵劫記」を読んで独学で数学を学ぶ。数学指南をしていた際に中根元圭の道場破りにあったが、中根は喜内の非凡の才を見出し後援を惜しまなかった。享保15(1730)年、陸奥国磐城平藩主内藤政樹に仕え、延享4(1747年）に内藤氏が日向国延岡藩に移封された折には同地に6年間ほど赴任した。
関孝和以後の和算の9割までは関から流れ出たものであるが、残りの1割は久留島や建部賢弘等から流れ出た。レオンハルト・オイラーより早くオイラーのφ関数に言及していたとも言われる。また、ラプラスより早く余因子展開（ラプラス展開）を発見していたとも言われる。
極値問題を級数展開の視点から考察し、ピエール・ド・フェルマーの方法に近いものを得た（『久氏弧背術』）。そのほか、整数方程式、無限級数、円理の研究で有名である。行列式の展開では関孝和の『解伏題之法』の誤りを訂正して、『大成算経』（関孝和・建部賢弘・建部賢明）や『算法発揮』（井関知辰）とは異なる、正しい展開を導いている。また、立方陣はフェルマーが1640年に最初に作ったが、4本の立体対角線の成立するものを作ったのは喜内が初めて。
天衣無縫で酒を好み、自らの研究成果に無頓着で、研究成果を書き記した紙で行李の裏を張ってしまったという。和算家としての業績については、知人や山路主住のような弟子により『久氏弧背術』『久氏三百解』『久氏遺稿』などの書物にまとめられた。また同僚で親友の松永良弼著『方円算経』に多く引用されている。

## 詰将棋作家として
喜内は指し将棋でもアマチュア高段程度の腕前があったと言われているが、特に詰将棋の作図で有名である。今日でも詰将棋の作図に使われる趣向「金知恵の輪」「銀知恵の輪」を考え出すなど、論理的な作風で多数の傑作を残した。また曲詰が得意であり、添田宗太夫・桑原君仲とともに江戸時代の3大曲詰作家とも呼ばれている。喜内の作品を集めた古図式として、100局を収めた『将棋妙案』と120局を収めた『橘仙貼璧』が残されている。

## 数学との出会い
久留島が数学や中根元圭に出会ったときの様子は『山路君樹先生茶談』と題する写本によって伝えられている。

### 塵劫記
久留島が浪人して本所に住んでいたときのことである。柳原の露店に行くと表紙の破れた古本の新編塵劫記があったので50文で買った。家へ帰って読んでみると、その中の一言一句、わからないところは一つもなかった。数学というものは当然のことが書いてあるのだから、ひとりでにわかるのが当たり前だ。それを世間ではなぜ数学を難しいというのだろうか。こう考えた久留島はさっそく堺町に家を借りて「算術指南」という看板を出して弟子を教えはじめた。塵劫記一冊を種本にして縦横自在に算法を説いた。評判もよく、弟子も多かった。

### 中根元圭
ある日、その家の前を中根元圭が通りかかった。中根は久留島と面会して算法の話をした。話を聞いた久留島はおそれて一言もいわず、とうとう、看板をおろし算法指南は止めることにいたします、と言い出した。中根はそれをとめて、「自分は関孝和先生以来あなたのように才力のすぐれた人を見ていない。いままでどおり指南をおつづけください。今後は力を合わせていっしょに算法を研究しましょう」と約束して帰っていった。
中根が帰っていった後、久留島は弟子たちに向かっておそれをなして言った。今日、中根という人が来て算法のことを話したが人間の世界の話とは思われなかった。天狗というのはああいうものであろう、と。
ところが一方、中根も家に帰って弟子たちにこう話した。今日、久留島というものに会った。関先生の算法の大よそを話したところ彼はおそれて黙っていた。しかしその算法の才力の強いことは言葉では言えないほどだった。いまどきこのような人があるということはまったく不思議だ、と。中根もまたおどろいたようすであった。

### 解釈
久留島と中根が出会ったときの出来事を大矢真一は次のように解釈している。
久留島は塵劫記だけから学習したので、点竄術（代数学）を中根に会うまで知らなかった。知っていたのは算術だけだった。にもかかわらず、久留島は中根が出した問題の大部分を、おそらくは相当な難問まで含めて、算術だけで解いてしまった。中根が久留島の才力に感嘆したのはそのためである。
一方の久留島は、中根が代数を使って解くのをみたとき、代数の威力に呆然とした。久留島は中根の話が理解できたので、おそれ、黙してしまったのである。

## 逸話
久留島は奇行に富んだ学者で多くの逸話を残している。
- 久留島は朝に食はあっても夕の食の貯えはなく、夏の衣はあっても冬の衣はもっていないという生活を送っていた。家の入口には米びつや銭箱が置いてあった。門人はときどきそれに米銭を程よく入れておいた。久留島はそれに礼を言うわけでもなかった。米銭が余ればそれで酒を買っていた。
- 門人に教え終わったある日のことである。近所に用事がある、と言って留守を頼んで出ていった。数時間経っても戻ってこなかった。ようやく夜になって帰ってきた。理由を聞くと、用事を済ませて帰る途中、芝居小屋の前を通ると面白い狂言をやっていたのでつい立ち寄って見ていた、と言った。
- 中根元圭があるとき大名に仕官するようすすめ、大名の家敷へ行く日時を約束した。約束の時刻になっても一向に姿を見せないので久留島の家に行った。久留島はまだ寝ていた。やっと目を覚まして起き上がったが、乱髪だった。すぐに月代せよ、と言った。着ていく服について訊くと、広袖の浴衣しか持っていない、という。その日のうちに間に合わず、仕官はとりやめになった。
- ある年の正月のことだった。単衣の上に縄の帯をしめた刀のない姿で門人の家にやってきた。その理由を聞くと、昨夜町人へ払う銭を棚の上においてめいめい持ち帰るようにしておいたところ、ついに銭がつきた、後から来たものが払いを強いてきかぬため止むなく大小と衣服を差し出した、という。門人がまず炬燵に入って寒さをしのげと言うと、入ってたちまち眠りいびきをかきはじめた。門人が申し合わせて大小と衣服を取り戻したが、礼を言うでもなく、それを着用して年始を済ませた。
- 内藤に仕えて数学の相手をするにも、酒を飲んでいないとしばしば居眠りをし、酒が入っていれば大いに語るという風だった。そのため内藤に侍るときには常に酒を賜っていたという。
- 延岡で6年を過ごし江戸に帰ったときのことである[注 1]。山路主住が日向での算法発明のことを尋ねると、閑居同然で外に用もなかったので6年間で工夫発明したことも少なくない、それらは浄書して書き溜めておいた、しかし帰るときに葛籠を張る紙がなかったのでそれにみな使ってしまい今は1枚もない、と言った。